# Бинго
Бинго облик је коцкања у којој се погађа комбинација бројева која ће бити извучена у предстојећем догађају. Ове комбинације се најчешће означавају на мањим листовима хартије, штампаним специјално за ову прилику. Када сви играчи означе своје комбинације, водитељ почиње са извлачењем насумичних бројева. Играч добија награду уколико је на свом листићу означио довољан број извучених бројева.

## Бинго у Србији
Пре покретања Бинга у Србији, постојала је традиција играња Томболе (такође комбинација 15 од 90 бројева) у клубовима и салама. „ТВ Бинго”, по шведској лиценци, први пут је емитован у Србији на националном нивоу на РТС 1, почевши од суботе, 8. јуна 1996. до 2002. године, да би од 2002. до 2004. био емитован на БК телевизији. Први водитељи били су Никола Пандиловић и Сања Радовић (касније Радан), да би током емитовања на БК телевизији водитељка била Бранка Невистић. У почетку је програм трајао 90 минута, а након поновног покретања 22. септембра 2007, Бинго се вратио на РТС, где се емитовао до 27. јуна 2011 и емитовање је трајало 50 минута. После 4 године, са Првог програма пресељен је на РТС 2, где је емитован од 4. јула 2011. до 22. октобра 2012. Водитељи су били Дејан Пантелић и Марија Килибарда, док касније Марију замењује Сузана Манчић, а на крају је Дејан водио сам. Бинго се у Србији развио и много градова, општина, насеља и села су добиле трафике под именом Државна лутрија Србије.
Са државне телевизије, пребачен је на Пинк и емитован је од 29. октобра 2012. до 19. јануара 2015. Водитељке су биле Сања Кужет, Марија Петронијевић и Марина Котевски.
Од 26. јануара 2015. до 25. јануара 2016. Бинго се емитовао на Првој. Водитељи су били Данијела и Стефан Бузуровић (у појединим издањима Милош Максимовић).
На Хепију се емитује од 1. фебруара 2016. Емисију води Ирена Јовановић (у појединим издањима Урош Божић), а бивше водитељке су Владана Савовић, Бојана Ристивојевић, Катарина Корша, Јелена Попивода, Бојана Јекнић и Круна Уна Митровић.